# Kawasaki KDA-3
Il Kawasaki KDA-3 (航空機?) fu un aereo da caccia monomotore, monoposto e monoplano ad ala alta a parasole, sviluppato dall'azienda aeronautica giapponese Kawasaki Kōkūki Kogyo, divisione aeronautica della Kawasaki Jūkōgyō KK, nei tardi anni venti del XX secolo e rimasto allo stadio di prototipo.
Realizzato per sostituire il Nakajima Ko-4 nei reparti da caccia del Dai-Nippon Teikoku Rikugun Kōkū Hombu, componente aerea del Dai-Nippon Teikoku Rikugun (esercito dell'Impero giapponese), non riuscì a superare le diffidenze del personale militare e conseguentemente il suo sviluppo venne abbandonato.

## Storia del progetto
Negli anni venti il Rikugun Kōkū Hombu, il dipartimento tecnico del quartier generale dell'esercito imperiale, espresse la necessità di sostituire il Ko-4, il Nieuport-Delage NiD 29 del quale la Nakajima aveva acquistato una licenza per produrlo localmente, nei reparti da caccia della propria componente aerea, emettendo nel marzo 1927 una specifica per la fornitura di tre esemplari da avviare a prove di valutazione.
A tale scopo la Kawasaki Kōkūki affidò lo sviluppo all'ingegnere tedesco Richard Vogt, che dal 1923 si era trasferito in Giappone per assumere la direzione tecnica della sezione aeronautica Kawasaki il quale, affiancato dal giovane assistente Takeo Doi, elaborò un progetto che abbinava l'ala già utilizzata nel Dornier Do H, modello sviluppato in Germania e proposto senza successo alla United States Navy, ad una nuova e inedita cellula monoposto.
Il primo prototipo venne completato nel corso del 1928 dimostrando nel corso delle prime prove in volo di poter raggiungere prestazioni migliori rispetto a quelle Do H, tuttavia prima di essere consegnato al centro prove dell'esercito di Tokorozawa, dove avrebbe dovuto giungere il 1 aprile per confrontarsi con i suoi concorrenti, il Mitsubishi 1MF2 Hayabusa e il Nakajima NC, il suo carrello d'atterraggio collassò.
Anche se il Mitsubishi Hayabusa riuscì a raggiungere una velocità massima di 270 km/h a 3 000 m (9 843 ft), durante una prova in picchiata il caccia Mitsubishi si disintegrò in volo dopo aver superato i 400 km/h. A seguito dell'episodio, il Rikugun Kōkū Hombu decise di sospendere il programma di prove, avviando test di resistenza per determinare i limiti strutturali degli altri prototipi consegnati. A differenza degli esemplari di Mitsubishi e Kawasaki, rimasti irreparabilmente danneggiati nei test, la Nakajima continuò lo sviluppo del proprio modello costruendo altri sei prototipi, l'ultimo dei quali fu intensamente provato e alla fine accettato avviandolo alla produzione come Nakajima Type 91.
I vertici dell'esercito imperiale giapponese quello stesso anno decisero di avviare una linea autarchica, limitando la propria attenzione esclusivamente a modelli ideati da gruppi di lavoro di nazionalità giapponese e sviluppati dall'industria aeronautica nazionale.
L'esperienza acquisita venne comunque efficacemente riutilizzata dalla Kawasaki nello sviluppo del successivo caccia biplano KDA-5, accettato dall'Esercito imperiale ed avviato alla produzione con la designazione ufficiale Type 92.
Almeno uno degli ultimi due esemplari costruiti vennero ceduti sul mercato dell'aviazione civile, ricevendo l'immatricolazione J-BEYF.

## Utilizzatori
Giappone
- Dai-Nippon Teikoku Rikugun Kōkū Hombu